# عياشة
عياشة هي قرية مغربية شمال المملكة. تنتمي عياشة لإقليم العرائش الساحلي. تضم هذه القرية 6925 نسمة (إحصاء 2024).

## دواوير الجماعة القروية
- دار براطية
- المجازليين
- الخنادق
- بوقمو
- الخالديين
- عيادش
- عين اقصاب
- عين اسوار
- عين معبد
- دار الخيل .....

باقي الدواوير ـ خندق احمارـ احنانشة ـ بومهدي ـ البراهمة ـ اولاد عبد الصمد ـ ابياط ـ الماء الحايل ـ عين التوم ـ القصيبات ـ منيالة ـ اولاد بوجمعة ـ بوخشبة ـ السلاطنة ـ الجهيمات ـ حجرة الكرني ـ ظهرالسعيدي ـ الجهمة ـ العمارين ـ الحمامات ـ عين غرزول ـ امنكرط ـ اولاد عيسى ـ الشواهد ـ امسانوة ـ المراكشيين ـ عياشة المركز .

الجماعة توجد في الطريق الرئيسة الرابطة بين العرائش وتطوان عند النقطة الكلومترية 40 من جهة العرائش سميت باسم النهر الذي تقع في ضفته الشمالية تنتمي لإقليم العرائش وتنتمي إلى منطقة جبالة وجزء من بلاد الهبط قديما . تضاريسها شبه سهلية تتخللها تلال مقدمات جبال الريف وينتمي إلى ترابها جبل بني ومراس التاريخي . أهم نشاط اقتصادي يزاوله السكان بها الفلاحة . ( للمزيد من المعلومات التاريخية عنها يرجى الإطلاع على مقالي المنشور بموقع أرشيف العرائش archive larache )

1. 1 2  المملكة المغربية, المندوبية السامية للتخطيط. population.pdf "الإحصاء العام للسكان و السكنى 2024" (PDF) (بالعربية و الفرنسية). ص. 65–66. مؤرشف من الأصل (pdf) في 2015-05-01. اطلع عليه بتاريخ 2012-04-20. {{استشهاد ويب}}: تحقق من قيمة |مسار أرشيف= (مساعدة)صيانة الاستشهاد: لغة غير مدعومة (link)
2. ↑  المندوبية السامية للتخطيط (المحرر)، الإحصاء العام للسكان والسكنى لسنة 2014، QID:Q19599909
3. ↑   http://rgph2014.hcp.ma/file/166326/. {{استشهاد ويب}}: |url= بحاجة لعنوان (مساعدة) والوسيط |title= غير موجود أو فارغ (من ويكي بيانات) (مساعدة)